# Guayaquiliana camposi
Guayaquiliana camposi is een hooiwagen uit de familie Cranaidae.